# 四チオン酸
四チオン酸（しチオンさん）またはテトラチオン酸（Tetrathionic acid）は、4つの硫黄原子が連なるポリチオン酸である。硫黄原子のうち2つは酸化状態0、2つは酸化状態+5である。S2−
2がSO3に結合して生じた付加物と見る事もできる。四チオン酸に由来するオキソアニオンは四チオン酸アニオン (S4O2−
6) である。

## 生成
ヨウ素I2でチオ硫酸（S2O2−
3）を酸化して合成する。
2S2O2−
3 + I2 → S4O2−
6 + 2I−

## 構造
図はBaS4O6·2H2OとNa2S4O6·2H2OにおけるS4O2−
6の配置を示したものであるが、このように立方体の4つの頂点に硫黄原子が位置した構造をしている。多硫化物では、S-S-S-S の二面角が 90°に近づくのが普通である。

## 化合物
四チオン酸アニオンを含む化合物としては、四チオン酸ナトリウム：Na2S4O6、四チオン酸カリウム：K2S4O6、四チオン酸バリウム二水和物：BaS4O6·2H2Oが挙げられる。

## 性質
中間の酸化状態にあるチオ硫酸のような硫黄化合物同様、炭素鋼やステンレス鋼の孔食の原因となる事がある。
哺乳類の小腸に存在するチオ硫酸は、炎症反応において免疫系が放出する活性酸素（主にNADPHオキシダーゼが生成するスーパーオキシド）により酸化され四チオン酸に変化する。一方で、この四チオン酸は細菌 Salmonella Enterica serotype Typhimurium において終末電子受容体となる事が分かっている。このため、炎症反応によって細菌の増殖が促進されることがある。